# Rilhac-Lastours
Rilhac-Lastours är en kommun i departementet Haute-Vienne i regionen Nouvelle-Aquitaine i västra Frankrike. Kommunen ligger i kantonen Nexon som tillhör arrondissementet Limoges. År 2022 hade Rilhac-Lastours 381 invånare.

## Befolkningsutveckling
Antalet invånare i kommunen Rilhac-Lastours
| Referens: INSEE |